# Portugal International 1974
Die Portugal International 1974 fanden vom 18. bis zum 21. Mai 1974 in Lissabon statt. Es war die zehnte Auflage dieser internationalen Titelkämpfe von Portugal im Badminton.

## Sieger und Platzierte
| Disziplin    | Gold                       | Silber                       | Bronze                                  |
| ------------ | -------------------------- | ---------------------------- | --------------------------------------- |
| Herreneinzel | Elo Hansen                 | Flemming Delfs               | William Kidd                            |
| Herreneinzel | Elo Hansen                 | Flemming Delfs               | David Hunt                              |
| Dameneinzel  | Barbara Giles              | Karin Lindquist              | Margo Winter                            |
| Dameneinzel  | Barbara Giles              | Karin Lindquist              | Isabel Rocha                            |
| Herrendoppel | David Hunt William Kidd    | Flemming Delfs Elo Hansen    | Martin Subijantoro Juniarto Suhandinata |
| Herrendoppel | David Hunt William Kidd    | Flemming Delfs Elo Hansen    | Pinto Alves Monge Dias                  |
| Damendoppel  | Barbara Giles Margo Winter | Viviane Beaugin Isabel Rocha |                                         |
| Mixed        | David Hunt Margo Winter    | William Kidd Barbara Giles   | Elo Hansen Karin Lindquist              |
| Mixed        | David Hunt Margo Winter    | William Kidd Barbara Giles   | Alain Baquet Isabel Cruz                |

## Finalresultate
| Disziplin    | Sieger                     | Finalist                     | Ergebnis           |
| ------------ | -------------------------- | ---------------------------- | ------------------ |
| Herreneinzel | Elo Hansen                 | Flemming Delfs               | 15–5, 15–9         |
| Dameneinzel  | Barbara Giles              | Karin Lindquist              | 11–1, 11–1         |
| Herrendoppel | David Hunt William Kidd    | Flemming Delfs Elo Hansen    | 15–12, 8–15, 15–10 |
| Damendoppel  | Barbara Giles Margo Winter | Viviane Beaugin Isabel Rocha | 15–3, 15–3         |
| Mixed        | David Hunt Margo Winter    | William Kidd Barbara Giles   | 15–12, 15–3        |